# Gennaro Ciaburri
Gennaro Ciaburri (* 7. Juli 1881 in Cerreto Sannita; † 16. April 1970 in Bologna) war ein italienischer Bakteriologe und Arzt für Allgemeinmedizin.

## Leben
Gennaro Ciaburri studierte Medizin an der Universität Zürich bei Ferdinand Sauerbruch und danach an der Universität Bologna, von der er auch zum Dr. med. promoviert wurde. Als Assistent im chemisch-klinischen Labor des Ospedale Maggiore, dem damaligen Hauptkrankenhaus von Bologna, befasste er sich mit chemischen, bakteriologischen und serologischen Problemen. Nachdem er am selben Institut seine Stelle als Oberarzt und seinen Lehrstuhl für Bakteriologie aufgeben musste, weil er sich geweigert hatte, der faschistischen Partei beizutreten, arbeitete Ciaburri als Allgemeinmediziner in Bologna.
Schon als Student war Gennaro Ciaburri mit Tierversuchen (damals: Vivisektion) konfrontiert. In seinem 1930 erschienenen Buch La Vivisezione analysierte er systematisch Tierexperimente, die zu seiner Zeit und in den Jahrhunderten davor (Orientalische Schulen – Griechenland – Rom – Mittelalter – 18.–19. Jahrhundert – Jetztzeit) durchgeführt worden sind. Dabei versuchte er durch zahlreiche Gegenüberstellungen darzulegen, warum Tierversuche seiner Ansicht nach immer wieder irreführend waren, während die bedeutenden Entdeckungen auf dem Gebiet der Medizin durch auf den Menschen bezogene Forschungsmethoden erzielt worden seien. In der Klinik, so Ciaburris zentrale Auffassung, „häufen sich fortwährend die Samenkörner der Wissenschaft an, während die Vivisektoren nur Tierleichen aufhäufen“. Mehrfach stellt Ciaburri in seinen Vergleichen die Arbeitsmethode und die Forschungsresultate des italienischen Klinikers Augusto Murri als vorbildlich heraus.
Neben den Schriften der Mediziner Lawson Tait, Ludwig Fliegel und Ernst Grysanowski gehört La Vivisezione zu den frühen Veröffentlichungen, die den Tierversuch vorwiegend methodenkritisch untersucht haben. Die Tatsache, dass Ciaburri bei seinen Analysen drastische Beschreibungen aus den jeweiligen Originalarbeiten ungefiltert wiedergab, darunter einige Schmerzexperimente von Paolo Mantegazza oder Versuche des Physiologen Friedrich Goltz, der enthirnte Hunde maximal 18 Monate am Leben erhalten konnte, vergrößerte den Einfluss des Buches auf die antivivisektionistische Bewegung und führte in Italien zu einer parlamentarischen Diskussion und zu einem restriktiveren Gesetz (legge 924/1931) im Umgang mit Labortieren, das von Benito Mussolini am 12. Juni 1931 erlassen wurde.
1933 wurde La Vivisezione unter dem Titel Die Vivisektion vom Carl Reissner Verlag auch in Deutschland veröffentlicht, wo es in der aktuellen Debatte eine große Rolle spielte. Das Vorwort verfasste der Hamburger Mediziner und Schriftsteller Hans Much.

„Man möchte auf experimenteller Grundlage die biologische Wissenschaft nachgerade zu einer mathematischen machen. So sagt man uns denn: Dieses und jenes ist experimentell bewiesen, und man möchte uns deswegen zu dem Glauben veranlassen, dass eine derartige Schlussfolgerung mathematisch bewiesen sei. Nun hat uns aber diese Richtung in den biologischen Wissenschaften, und vor allem in der Medizin, nicht allein keinerlei Mittel in die Hand gegeben um irgendwelche wichtigen Probleme zu klären, sondern sie hat vielmehr den Erfolg gehabt, im Geiste der Studierenden der medizinischen Wissenschaft die Neigung zur Beobachtung und zur Überlegung zu schwächen. Man hat geglaubt, durch das Martyrium eines armen Hundes oder einer armen Katze eine bestimmte Frage lösen zu können. Sobald sich diese aber beim kranken Menschen zeigte, bei dem sich derselbe Zustand beim ersten Blick als gleichartig erwies, aber es in Wirklichkeit nicht war, da derselbe sogar von Umständen begleitet war, die bei dem experimentellen Akt nicht vorhergesehen waren, so erkannte man das ganze Trügerische eines solchen Experimentes.“

Gennaro Ciaburri war mehrere Jahrzehnte Leiter des von ihm 1929 gegründeten Anti-Tierversuchsverbandes Unione Antivivisezionista Italiana (UAI) und Herausgeber dessen Bulletins Scienza e Coscienza. Außerdem stand er der 1955 in Genf gegründeten Weltkoalition gegen die Vivisektion als Co-Präsident vor. Bis in hohe Alter wirkte Ciaburri, der sich auch in der italienischen Vegetarierbewegung betätigte, als Redner auf internationalen Mediziner- und Tierschutzkongressen mit.
La Vivisezione wurde 1956 erneut in Italien veröffentlicht, diesmal unter dem Titel La sperimentazione animale (deutsch: Der Tierversuch).

## Werke
- Come si cura il raffreddore. Murri, Bologna 1928.
- Medicina d'urgenza. Cappelli, Bologna 1930.
- La vivisezione. Bocca, Torino 1930.
  - deutsch: Die Vivisektion – mit einem Geleitwort von Hans Much. Carl Reissner Verlag, Dresden 1933.
- Il Cane. Bologna 1940.
- La sperimentazione animale. Storia della vivisezione. Guanda, Bologna 1956.
- Manualetto teorico pratico sul metabolismo basale. Guanda, Bologna 1956.
- La cucina vegetariana. Sperling e Kupfer, Milano 1965.